# 富山県立桜井高等学校
富山県立桜井高等学校（とやまけんりつ さくらいこうとうがっこう、英: Toyama Prefectural Sakurai High School）は、富山県黒部市三日市にある公立の高等学校。通称は「桜高（おうこう）」。新川地区にて2番目に歴史ある学校である。1909年創立。2009年に創立100年。

## 概要
- 生徒会がマスコットキャラクター「おこもこ」を考案し、校内行事や地域イベントで活躍している。[1]
- また、2023年度新入生より新制服となる。

## 沿革
詳細・出典は、公式ホームページ内『沿革』および『写真で見る桜高百年のあゆみ』（2009年10月17日、富山県立桜井高等学校創立百年記念事業実行委員会発行）74 - 77ページを参照。
- 1909年（明治42年）
  - 4月2日 - 皇太子（後の大正天皇）行啓を記念して下新川郡立農業学校（乙種）設置（富山県で2番目、呉東では最初）。
  - 4月26日 - 下新川郡立図書館閲覧室を教室に充て入学式・授業開始。
- 1910年（明治43年）
  - 3月20日 - 校舎一部完成。
  - 10月17日 - 校舎新築落成式。
- 1919年（大正8年）4月5日 - 下新川郡椚山村（現・入善町）小杉に分校設置。
- 1922年（大正11年）3月29日 - 富山県下新川郡三日市町外二十三か町村学校組合立農業学校と改称。分校は入善農学校（現・富山県立入善高等学校）として独立。
- 1927年（昭和2年）4月1日 - 女子部設置。
- 1929年（昭和4年）3月25日 - 奉安殿竣工。
- 1930年（昭和5年）12月1日 - 富山県下新川郡三日市町外二十四か町村学校組合立農業学校と改称。
- 1936年（昭和11年）3月20日 - 校旗樹立式を挙行。
- 1940年（昭和15年）
  - 5月15日 - 報国農場開場。
  - 5月29日 - 校歌制定。
- 1941年（昭和16年）3月31日 - 富山県桜井農学校と改称（設置者桜井町外16か町村）。
- 1942年（昭和17年）4月1日 - 富山県桜井農学校（甲種）に昇格。
- 1947年（昭和22年）4月1日 - 学制改革により新制中学校併設。
- 1948年（昭和23年）
  - 3月26日 - 桜井農学校を廃止。
  - 4月1日 - 県立に移管し現校名に改称。
  - 9月1日 - 高等学校統合再編成により総合制となる。
  - 9月8日 - 開校式。
- 1951年（昭和24年）1月8日 - 定時制普通課程・農業課程設置。
- 1950年（昭和25年）
  - 6月18日 - 定時制生地分校設置。
  - 6月29日 - 定時制舟見分校設置。
- 1951年（昭和26年）
  - 3月10日 - 校旗、校歌制定。
  - 4月1日 - 農業土木課程設置。
- 1954年（昭和29年）4月1日 - 家庭課程設置。
- 1956年（昭和31年）4月1日 - 農村家庭課程設置。
- 1958年（昭和33年） - 校舎増築。
- 1960年（昭和35年）4月1日 - 定時制普通課程（舟見分校）を入善高校へ移管。
- 1964年（昭和39年）4月1日 - 農村家庭科を生活科、家庭科を家政科と改称。
- 1965年（昭和40年）4月1日 - 定時制協力指定校（富山県立雄峰高等学校）となる。
- 1969年（昭和44年）4月1日 - 定時制農業科募集停止。
- 1970年（昭和45年）4月1日 - 全日制農業科・生活科を募集停止し、制機械科・設計計測科設置。定時制普通科生地分校を募集停止し、定時制機械科設置。
- 1973年（昭和48年）3月31日 - 定時制生地分校廃校。
- 1979年（昭和54年）
  - 8月2日 - 校舎改築（鉄筋化）第1期工事竣工。
  - 8月31日 - 創立70周年記念スタンド完成。
- 1981年（昭和56年）
  - 8月12日 - 校舎改築第2期工事竣工。
  - 10月3日 - 竣工式挙行。
- 1982年（昭和57年）4月1日 - 全日制家政科募集停止。
- 1983年（昭和58年）4月1日 - 全日制家政科募集再開。
- 1986年（昭和61年）4月1日 - 設計計測科を募集停止し、普通科国際コースを新設。
- 1987年（昭和62年）12月22日 - 校舎北側増築工事完成。
- 1989年（平成元年）9月7日 - 校旗新調。
- 1991年（平成3年）4月1日 - 全日制機械科・定時制機械科募集停止。
- 1996年（平成8年）
  - 4月1日 - 家政科を生活環境科学科へ学科改編。
  - 11月1日 - 第1体育館竣工。
- 1997年（平成9年）4月1日 - 農業土木科を土木科（工業）へ学科改編。
- 1998年（平成10年）3月17日 - 土木棟竣工。
- 1999年（平成11年）3月23日 - 記念館90「桜樹」竣工。
- 2004年（平成16年）3月6日 - 定時制終止式。
- 2009年（平成21年）10月17日 - 創立100周年記念事業学習室改修・整備。
- 2011年（平成23年）4月1日 - 普通科国際コース募集停止。

## 設置学科
- 普通科（3クラス）
- 土木科（1クラス）
- 生活環境科（1クラス）

## 部活動
野球部は過去4回（1979年〈第61回〉・1983年〈第65回〉・1990年〈第72回〉・2007年〈第89回〉）夏の甲子園に出場している。
- 運動部 - 野球、剣道、陸上競技、サッカー、ソフトテニス（男・女）、バドミントン（男・女）、バスケットボール（男・女）、バレーボール（男・女）、ソフトボール、卓球、レスリング、アーチェリー
- 文化部 - 放送、吹奏楽、写真、美術、書道、英会話、食物、コンピューター、茶道、土木
- 同好会 - 小倉百人一首・かるた

## 著名な卒業生
- 宮腰光寛 - 衆議院議員、内閣府特命担当大臣（沖縄及び北方対策、消費者及び食品安全、少子化対策、海洋政策）、自由民主党富山県連会長[2]。
- 大野久芳 - 黒部市長
- 黒部進 - 俳優
- 藤井翼 - 元プロ野球選手（福岡ソフトバンクホークス）。平成29年夏より同校野球部監督。
- 数家直樹 - アナウンサー

## 校歌
作詞：西条八十、作曲：長谷川良夫

## アクセス
- あいの風とやま鉄道線黒部駅 徒歩約20分
- 富山地方鉄道本線東三日市駅 徒歩約10分